# Sáficas
Sáficas é um romance, originalmente publicado em 1902, de autoria do jornalista e escritor português Alfredo Gallis.

## Resumo da obra
O comendador Segismundo de Campos decide contratar uma precetora britânica para cuidar da educação da sua filha Georgina, após a morte da sua esposa. Miss Katie Waterson chega no dia 4 de agosto, "um dia perfeito e terrivelmente canicular" e logo se afeiçoa por Manuela, a irmã de Georgina. Quando Arnaldo, o oficial da Marinha que estava noivo de Manuela, é enviado para fazer o seu tirocínio a segundo-tenente numa comissão de serviço em África, Katie aproveita a oportunidade para se insinuar junto de uma Manuela emocionalmente frágil, seduzindo-a. Sultão, o bom e velho cão da família, continua a manifestar a sua antipatia por Katie, rosnando sempre à sua passagem e Georgina começa também a desconfiar que algo se passa entre as duas mulheres.

## Receção crítica
Se existe um período na cultura e literatura portuguesas em que, no que respeita ao lesbianismo, se pode afirmar que a visibilidade excede a ocultação, esse período corresponde claramente às primeiras duas décadas e meia do século XX; aproximadamente, poderemos dizer, desde a publicação do romance "Sáficas", de Alfredo Gallis, em 1902, ao desaparecimento decisivo de Judith Teixeira da cena literária portuguesa em 1927. Tal como nos outros romances publicados na coleção “Tuberculose Social” (aparentemente inspirada na “Patologia Social” de Abel Botelho), Gallis quis demonstrar que a ameaça da corrupção lésbica está por toda a parte: não apenas entre as suspeitas habituais—“essas miss e mademoiselles, inglesas, francesas e alemãs, que à beira dos trinta anos aportaram às lusas praias, e se encaixaram como preceptoras e educadoras de filhas famílias”—mas também entre as mulheres nadas e criadas em Portugal, tal com a jovem e rica viúva Octávia que compete com êxito pelo afeto da sua prima Manuela com a percetora irlandesa Katie. Apesar de Maria Helena Santana considerar que os romances da coleção “Tuberculose Social” de Gallis “conduz[em] as personagens ao habitual desfecho catastrófico”, tal não acontece em "Sáficas", que termina com Octávia e Manuela viajando alegremente pela Europa e com Katie, derrotada e zangada, mas apesar disso, muito cheia de vida e energia, a residir em Lisboa, presumivelmente com outra jovem aluna ao seu cuidado.